# جون كارتر (سياسي)
جون كارتر (بالإنجليزية: John Carter)‏ هو سياسي نيوزلندي، ولد في 8 مايو 1950 في نيوزيلندا. حزبياً، نشط في الحزب الوطني في نيوزيلندا. وقد انتخب عضو مجلس النواب نيوزيلندا عن دائرة Bay of Islands (New Zealand electorate) ‏ (1987 – 1993).